# Frank Loomis
Frank Farmer Loomis, Jr. (Saint Paul, Minnesota, 22 d'agost de 1896 - New Port Richey, Florida, 4 d'abril de 1971) va ser un atleta estatunidenc, especialista en els 400 metres tanques, que va competir a començaments del segle xx.
El 1920 va prendre part en els Jocs Olímpics d'Anvers, on disputà la prova dels 400 metres tanques del programa d'atletisme. En ella guanyà la medalla d'or en superar els seus compatriotes John Norton i August Desch, alhora que establí un nou rècord del món de la distància amb un temps de 54.0".
El 1917 i 1918 guanyà el campionat de l'AUU de les 220 iardes tanques i el 1920 el de les 440 iardes tanques.

## Millors marques
- 110 metres tanques. 15.0"(1918)
- 400 metres tanques. 54.0" (1920)[2]